# NGC 5669
NGC 5669 ist eine 11,6 mag helle Balken-Spiralgalaxie mit ausgeprägten H-II-Gebieten vom Hubble-Typ SBc im Sternbild Bärenhüter am Nordsternhimmel. Sie ist schätzungsweise 62 Millionen Lichtjahre von der Milchstraße entfernt und hat einen Durchmesser von etwa 75.000 Lichtjahren. 

Im selben Himmelsareal befindet sich u. a. die Galaxie NGC 5666.
Die Supernovae SN 2013ab (Typ-IIP) und PSN J14324449+0953123 (Typ-II) wurden hier beobachtet.
Das Objekt wurde am  19. März 1784 vom deutsch-britischen Astronomen Wilhelm Herschel mit einem 18,7-Zoll-Spiegelteleskop entdeckt, der sie dabei mit „F L R lbM r 4 or 5′ diameter“ beschrieb.

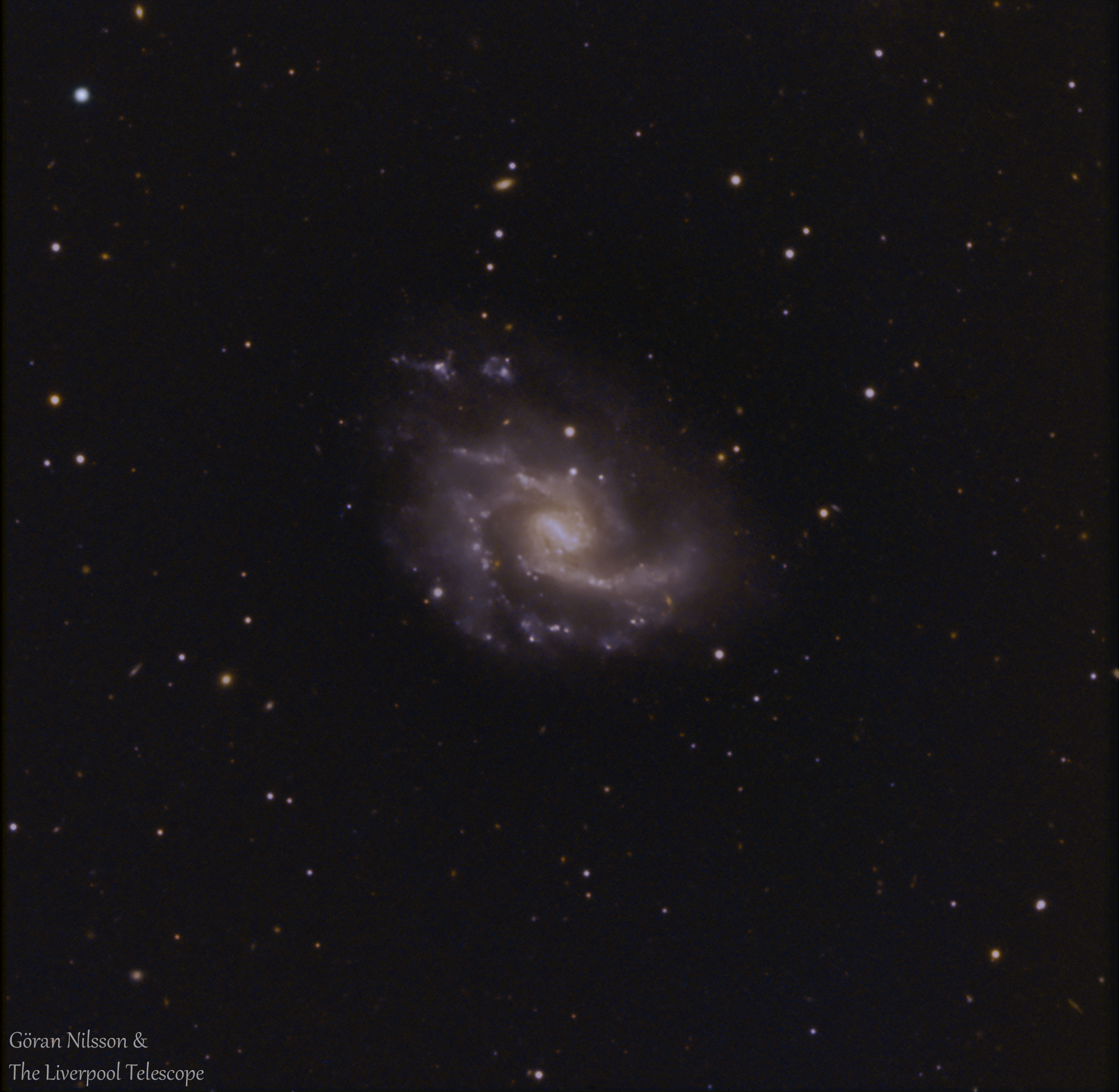
Galaxie NGC 5669 (Liverpool Teleskop La Palma)